# Olivier Tchatchoua
Olivier Tchatchoua (4 aprile 1982) è un ex calciatore camerunese, di ruolo difensore.